# Лю Цзин
Лю Цзин (кит. упр. 刘京, пиньинь Liú Jīng, род. 8 марта 1990 года) — китайская пловчиха, чемпионка мира и Азии в эстафетах.
Лю Цзин родилась в 1990 году в Пекине. В 2003 году на Всекитайских межгородских играх она заняла 1-е место на дистанции 400 м. В том же 2003 году она заняла 3 место на дистанции 400 м на чемпионате КНР. В 2005 году она заняла 2-е место на чемпионате КНР на дистанции 200 м, а в 2007 — 2-е место на дистанции 400 м.
В 2004 году она участвовала в Кубке мира и заняла 2-е место на дистанции 400 м комплексным плаванием.
В 2007 году она опять участвовала во Всекитайских межгородских играх, и заняла 1-е место в эстафете на 4×200 м вольным стилем, и 2-е место в личном первенстве на дистанции 200 м.
В 2009 году на чемпионате Азии по плаванию она заняла 2-е место на дистанции 200 м, и 1-е — на дистанции 400 м. В том же году на чемпионате мира по водным видам спорта она заняла 1-е место в эстафете 4×200 м вольным стилем.
В 2010 году в чемпионате мира по плаванию на короткой воде она заняла 1-е место в эстафете 4×200 м вольным стилем, а на Азиатских играх — 1-е место в эстафете 4×200 м вольным стилем и 2-е место на дистанции 400 м вольным стилем.
В 2011 году на чемпионате мира по водным видам спорта она заняла 3-е место в эстафете 4×200 м вольным стилем.